# 388 Charybdis
388 Charybdis è un asteroide della fascia principale del diametro medio di circa 114,17 km. Scoperto nel 1894, presenta un'orbita caratterizzata da un semiasse maggiore pari a 3,0069722 UA e da un'eccentricità di 0,0589859, inclinata di 6,45745° rispetto all'eclittica.
Il suo nome è dedicato a Cariddi, nella mitologia greca originariamente una naiade, figlia di Poseidone e Gea, vorace e dedita alle rapine, che Zeus fece cadere in mare, nello stretto di Messina, trasformandola in un mostro marino.